# Ljubav koja nema kraj vol. 1
Ljubav koja nema kraj vol. 1 je kompilacija hitova sastava Novi fosili.

## Popis pjesama
1. "Saša" - 4:08
2. "Da te ne volim" - 3:02
3. "Košulja plava" - 3:50
4. "Sanjaj me" - 3:59
5. "Šuti moj dječače" - 3:19
6. "Sanja" - 3:00
7. "Tonka" - 3:28
8. "Dobre djevojke" - 3:30
9. "Bilo mi je prvi put" - 3:20
10. "Znam" - 4:34
11. "Ključ je ispod otirača" - 4:15
12. "Čuješ li me jel' ti drago" - 3:29
13. "Reci mi tiho, tiho" - 3:52
14. "Majčine oči" - 4:27
15. "Pjevaju šume" - 5:29